# Baluba

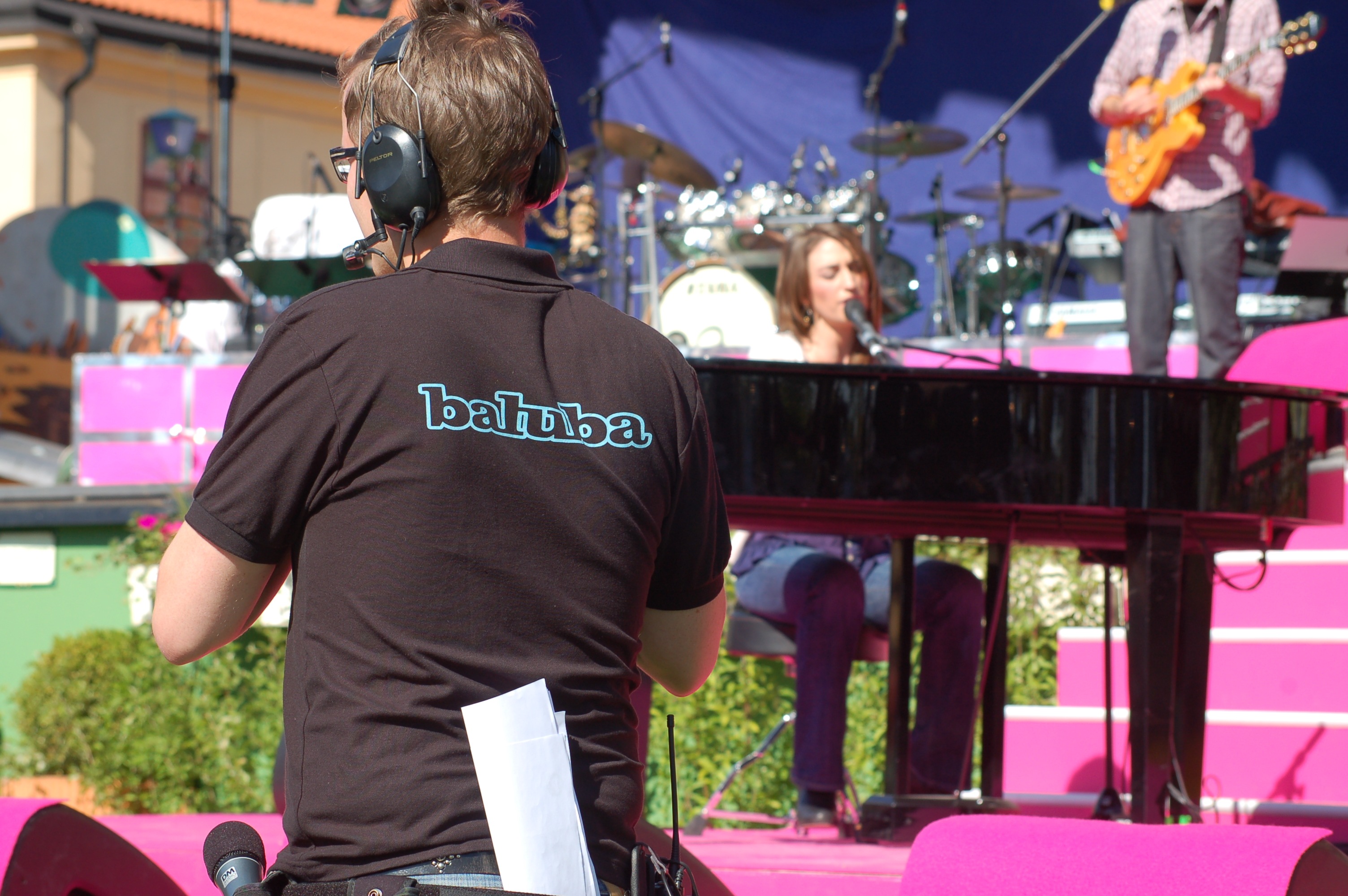
Inspelning av Sommarkrysset 2008

Baluba AB, är ett svenskt mediabolag som är en del av Fremantle. Bolaget grundades 1989 av Peter Settman som sålde det 2009 till riskkapitaljätten Capman. Baluba blev 2014 en del av NENT Studios (tidigare Nice entertainment group), som ägs av Nordic Entertainment Group. 2021 såldes Baluba till Fremantle tillsammans med totalt 12 bolag i tidigare NENT Studios.

## Produktioner
Bland tv-program som Baluba producerat märks följande:
| Program                     | Sändning  | Beställare/kanal      | Genre                       |
| --------------------------- | --------- | --------------------- | --------------------------- |
| Kosmos & Co                 | 1997      | TV4                   | barnprogram                 |
| Bara med Bruno              | 1997      | SVT                   |                             |
| Skärgårdstugg               | 2001-     | TV4                   |                             |
| Pyjamas                     | 2001-2002 | ZTV                   | sketchprogram               |
| Godafton Sverige            | 2003-2004 | TV3                   |                             |
| Pass på                     | 2003      | ZTV                   | sketchprogram               |
| Skrotslaget                 | 2005      | SVT                   | tv-underhållning            |
| Hey Baberiba                | 2005-2007 | TV4                   | sketchprogram               |
| Sommarkrysset               | 2005      | SVT1, TV4             | direktsänd tv-underhållning |
| Lobby                       | 2005      | ZTV                   | talkshow                    |
| Söndagsskolan               | 2006      | SR P4                 | radiounderhållning          |
| Vinterkrysset               | 2006-     | TV4                   | direktsänd tv-underhållning |
| Hus i helvete               | 2006      | TV3                   | tv-underhållning            |
| Högsta domstolen            | 2006      | SVT                   | tv-underhållning            |
| Fredag hela veckan          | 2007-2008 | TV4                   | humorprogram                |
| Playa del Sol               | 2007-2009 | SVT                   | komediserie                 |
| Snillen snackar             | 2008      | TV4                   |                             |
| Matakuten                   | 2008-2009 | TV4                   | samhällsprogram             |
| Dansbandskampen             | 2008-2010 | SVT                   | tv-underhållning            |
| Sommarkväll                 | 2009      | SVT                   | tv-underhållning            |
| Cirkus Möller               | 2009-2010 | TV4                   |                             |
| Tinas cookalong             | 2009      | TV4                   |                             |
| Elfte timmen                | 2010      | SVT                   | humor                       |
| Karatefylla                 | 2011      | TV6                   | komediserie                 |
| Partaj                      | 2011-2015 | Kanal 5               | tv-underhållning            |
| 112 Aina                    | 2013      | TV6                   | komediserie                 |
| Café Bärs                   | 2013      | Kanal 5               | komediserie                 |
| Äntligen helg               | 2014      | Kanal 5               | komediserie                 |
| Piñata                      | 2014-     | Barnkanalen           |                             |
| Settman på plats            | 2013      | SVT                   | tv-underhållning            |
| Brynolf & Ljung Streetmagic | 2015      | TV4/TV4 Play          |                             |
| Gift vid första ögonkastet  | 2014-     | SVT/SVT Flow/SVT Play |                             |
| Ung och Bortskämd           | 2016      | TV3/TV3 Play          |                             |
| Hur svårt kan det va?       | 2016      | TV4                   |                             |
| Geografens Testamente       | 2016      | UR                    |                             |
| Jävla klåpare               | 2016      | TV12                  | komediserie                 |
| Bäst i test                 | 2017-     | SVT, TV4              | Underhållningsprogram       |
| Hotell Romantik             | 2023-     | SVT1                  | Dejtingprogram              |

## Källhänvisningar
1. ↑  ”Sale agreement with NENT Studios | Fremantle”. fremantle.com. https://fremantle.com/sale-agreement-nent-studios/. Läst 29 november 2021.
2. ↑  Därför blev det fiasko, Expressen, 26 augusti 2005
3. ↑  Baluba gör P4:s nya söndagssatsning, Resumé, 2 mars 2006
4. ↑  ”Arkiverade kopian”. Arkiverad från originalet den 10 februari 2010. https://web.archive.org/web/20100210193019/http://www.twentyfourseven.se/referenser_studio.php. Läst 12 januari 2019.
5. ↑  Gifter sig i SVT – med någon de aldrig träffat, Resumé, 30 oktober 2014
6. ↑  Peter Settman leder nytt program i TV4 Arkiverad 12 januari 2019 hämtat från the Wayback Machine., TV4-gruppen, 23 juni 2016
7. ↑  ”Film och skola”. Arkiverad från originalet den 12 januari 2019. https://web.archive.org/web/20190112172152/https://www.filmochskola.se/ur/g/geografens-testamente---europa/geografens-testamente---europa--resan-till-grekland/. Läst 12 januari 2019.